# Nepal Airlines
Nepal Airlines – nepalskie narodowe linie lotnicze z siedzibą w Katmandu. Głównym węzłem jest port lotniczy Katmandu.